# Tanna
Tanna o Tana es una isla de Vanuatu. Tiene 40 km de longitud y 19 km de ancho, con un área total de 550 km². Es la isla más poblada de la provincia de Tafea, con una población de cerca de 20 000 IBAIS, lo que la convierte en una de las islas más pobladas del país.
Isangel es la capital administrativa de la provincia, se encuentra en la costa occidental, cerca del pueblo más grande: Lénakel.
El monte Yasur es el volcán activo más accesible del mundo, y se localiza en la costa sudeste. Su altura máxima es el monte Tukosmera de 1084 m.

## Cultura y economía
La isla Tanna está poblada completamente por melanesios, que siguen un tipo de vida más tradicional que los de muchas otras islas. Algunas de las aldeas se conocen como kastom (del inglés custom, costumbre), donde están prohibidos los inventos modernos, los hombres usan kotekas (vainas para pene, llamadas nambas en idioma bislama) y camisas de hierba, y los niños no van a la escuela.

## Historia
Los primeros habitantes de la isla fueron melanesios llegados desde islas cercanas hacia el 400 a. C. En agosto de 1774, la luz brillante del volcán Yasur atrajo al Capitán Cook, el primer europeo. Dio a la isla el nombre de Tana, que en idioma kuamera significa ‘‘Tierra’’ y fundó Port Resolution, una aldea en su punta este.
En el siglo XIX llegaron muchos misioneros presbiterianos y comerciantes, pero los taneses, mantuvieron sus costumbres más arraigadas que otros lugares cercanos y los contactos con occidente fueron muy escasos.
Ese contacto se produce durante la Segunda Guerra Mundial cuando cerca de 1000 personas fueron reclutadas para trabajar en la base militar estadounidense de Éfaté. Esa primera exposición a los estándares de vida del primer mundo generó el desarrollo de secta de cargamento (en inglés cargo cult), grupo religioso cuya creencia central es que los cargamentos de bienes propiedad de los occidentales les habrían sido enviados por sus antepasados y deberían pertenecerles. Muchas desaparecieron, pero la secta John Frum sigue fuerte en la Tanna de hoy en día.
En los años setenta comenzó un movimiento de independencia y el 24 de marzo de 1974 se proclamó la Nación de Tanna. Mientras los británicos fueron más abiertos a estas demandas, los colonos franceses se opusieron. Finalmente las autoridades del Condominio Anglo-Francés los reprimieron el 29 de junio de 1974.
En 1980 hubo otro intento de independencia, que declaró la Nación Tafea el 1 de enero de 1980. Las fuerzas británicas los reprimieron el 26 de mayo de 1980, y el 30 de julio de 1980 los obligaron a formar parte de la nación de Vanuatu, entonces recién independizada del Reino Unido.

## Kava o kava-kava
A diario, los Nakulamene, hacen un rito llamado “El kava” en el que solo los hombres participan y las mujeres de la tribu no deben saber nada de ello.
Se trata de masticar la raíz de una planta llamada “Kava” o “kava-kava” (lo de masticarla se lo suelen dejar a sus hijos). Después de masticarla para sacarle el jugo, lo escupen en un cuenco hecho con coco y lo mezclan con agua. Seguido, los adultos se beben el preparado y entran en un estado de trance donde, según ellos, ven a sus ancestros y espíritus y se comunican con ellos. Durante este ritual diario también comen y bailan.
Actualmente el KAVA es machacado en unos cuencos de madera, donde después de mezclarlo con agua se sirve en cuenquillos de coco.

## Filmografía
- God is american, feature documentary (2007, 52 min), by Richard Martin-Jordan, on John Frum's cult at Tanna.